# Хидешели, Гиорги
Гиорги Хидешели (груз. გიორგი ხიდეშელი; 23 января 1988) — грузинский футболист, защитник клуба «Локомотив» (Кутаиси). Выступал в национальной сборной Грузии.

## Карьера
Хидешели начал футбольную карьеру в «Тбилиси», а в 2005 году перешёл в «Зестафони».
В рядах зестафонцев он получил травму в ответном матче 2-го квалификационного этапа Лиги чемпионов 2012 года против кишинёвской «Дачии». Он лечился в течение длительного времени, но вернувшись на поле, усугубил травму, из-за чего ему снова пришлось лечиться. Оправившись от травм, в августе 2013 года подписал контракт с «Торпедо (Кутаиси)», где он играл так успешно, что даже удостоился вызова в национальную сборную Грузии, за которую призывался и раньше, но из-за травм выбыл из обоймы.